# Abysskiss
Abysskiss — третий студийный альбом американской инди-фолк-певицы Адрианны Ленкер (вокалистки и гитаристки группы Big Thief), вышедший 5 октября 2018 года на лейбле Saddle Creek Records. Альбом был записан в Panoramic Studio в Вест-Марине, Калифорния, с Люком Темплом и Гейбом Ваксом, которые соответственно занимались продюсированием и инженерными работами. Альбом состоит из десяти песен, задуманных во время гастролей с Big Thief. Композиции «Terminal Paradise» и «From» получили полногрупповую аранжировку на альбоме Big Thief U.F.O.F., вышедшем в 2019 году.

## Отзывы
| Совокупная оценка    | Совокупная оценка |
| Источник             | Оценка            |
| -------------------- | ----------------- |
| AnyDecentMusic?      | 7.7/10            |
| Metacritic           | 83/100            |
| Оценки критиков      |                   |
| Источник             | Оценка            |
| AllMusic             | [ 7 ]             |
| Drowned in Sound     | 9/10              |
| Exclaim!             | 7/10              |
| The Line of Best Fit | 8/10              |
| Loud and Quiet       | 8/10              |
| NME                  | [ 12 ]            |
| Pitchfork            | 8.0/10            |
| The Skinny           | [ 14 ]            |

Альбом получил положительные отзывы музыкальных критиков и интернет-изданий.
На сайте Metacritic, который присваивает нормализованную оценку из 100 баллов рецензиям основных критиков, Abysskiss получил средний балл 83 на основе 14 рецензий, что свидетельствует о «всеобщем признании». Джейсон Грин из Pitchfork поставил Abysskiss оценку 8 из 10, написав: «Общие секреты интимной жизни, похороненные секреты семьи, непроницаемые тайны природы — все они клубятся, как осадок в бокале вина. Abysskiss тихо журчит от беспокойства этих секретов, смешанных травм и любви». Лиззи Манно из Paste поставила альбому оценку 8,5 из 10, написав: «Обеспечивая вновь обретённый комфорт и тёплое знакомство, Abysskiss — это пластинка, которая быстро найдёт путь в ваше сердце и будет медленно ласкать вашу душу».
В своей четырёхзвёздочной рецензии для VultureHound Джейк Дулин отметил способность Ленкер находить «новые способы заставить свои инструменты петь», а также похвалил «отстранённое производство» Темпла. Адам Тернер-Хеффер из Drowned in Sound оценил альбом в 9 баллов из 10, написав: «В истории, подходе или музыке Ленкер нет ничего неискреннего, что может подтвердить каждый, кто видел удивительно жизнерадостные и даже юмористические сценические образы Big Thief — вразрез с их достаточно тяжёлой музыкой. Ленкер — невероятный талант».

## Список композиций
Слова и музыка всех песен — Адрианны Ленкер.
| №                   | Название              | Длительность |
| ------------------- | --------------------- | ------------ |
| 1.                  | «Terminal Paradise»   | 3:59         |
| 2.                  | «From»                | 3:38         |
| 3.                  | «Womb»                | 2:15         |
| 4.                  | «Out of Your Mind»    | 3:51         |
| 5.                  | «Cradle»              | 3:17         |
| 6.                  | «Symbol»              | 3:49         |
| 7.                  | «Blue and Red Horses» | 3:17         |
| 8.                  | «Abyss Kiss»          | 3:03         |
| 9.                  | «What Can You Say»    | 2:28         |
| 10.                 | «10 Miles»            | 4:01         |
| Общая длительность: | Общая длительность:   | 33:42        |